# Alexey Titarenko

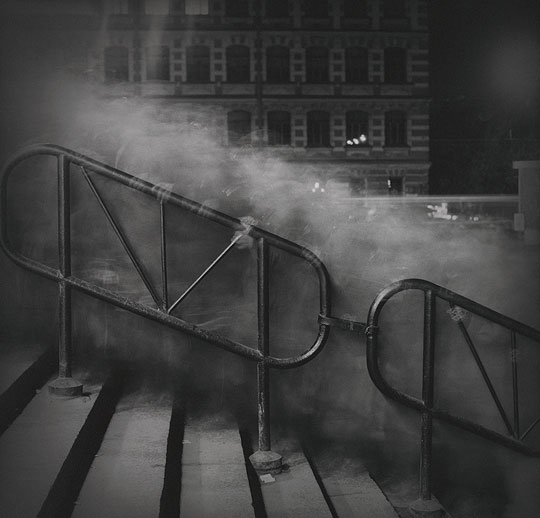
"San Pietroburgo, 1992", dalla serie "Gorod tenej".

Aleksej Viktorovič Titarenko, anglicizzato in Alexey Titarenko (in russo Алексей Викторович Титаренко?; Leningrado, 25 novembre 1962), è un fotografo russo naturalizzato statunitense.

## Biografia
All'età di 15 anni, Titarenko diventa il più giovane membro del club fotografico indipendente Zerkalo (conosciuto anche come Mirror). In questo club ha l'occasione di conoscere anche Evgenij Mochorev. In seguito si laurea con lode presso il Dipartimento di Cinema e Arte Fotografica dell'Istituto di Cultura di Leningrado.
Titarenko sotto l'influenza dei lavori di artisti russi d'avanguardia come Kazimir Malevič, Aleksandr Rodčenko e del movimento artistico Dada (di inizio XX secolo), dà vita al suo primo importante lavoro, la sua serie di collage, fotomontaggi e immagini create dalla sovrapposizione di diversi negativi, Nomenklatura dei Segni (esposto la prima volta solo nel 1988, a Leningrado): è un commento sul regime comunista visto come un sistema oppressivo che converte i cittadini in meri segni. Nel 1989, Nomenklatura dei Segni è stato incluso nella Fotostrojka, una grande mostra sulle tendenze della nuova fotografia sovietica, mostra itinerante attraverso gli Stati Uniti.
Durante e dopo il crollo dell'Unione Sovietica nel 1991-1992, ha prodotto diverse serie di fotografie sulla condizione umana delle persone comuni che vivono sul suo territorio e le sofferenze che allora hanno dovuto sopportare e per tutto il XX secolo. Per illustrare i legami tra il presente e il passato, crea metafore utilizzando per la prima volta la tecnica da lui sviluppata che coniuga lunghe esposizioni e movimento.
La serie più nota di Titarenko di questo periodo è Gorod tenej (Città delle ombre, che è anche il titolo del suo romanzo autobiografico), nei cui paesaggi urbani rimanda ripetutamente alla scalinata di Odessa (nota anche come scalinata Primors'kyj o scalinata Potëmkin) della scena del film di Sergej Ėjženštejn La corazzata Potëmkin. Ispirato dalla musica di Dmitrij Šostakovič e i romanzi di Dostoevskij, Titarenko ha cercato di tradurre la visione di Dostoevskij dell'anima russa della sua città natale, San Pietroburgo, in modi a volte poetici, a volte drammatici.
Nel 2002 La mostra Gorod tenej (che da quel momento include fotografie dalla metà e fine del 1990 ispirate ai romanzi di Dostoevskij), insieme con film del 2002 Arca russa di Aleksandr Sokurov, rappresenta una parte del programma che celebra il 300º anniversario di San Pietroburgo al Clifford Symposium 2003 a Middlebury, nel Vermont.
Attraverso interviste, conferenze, libri, mostre curate e due documentari per il canale franco-tedesco TV Arte (2004, 2005), Titarenko ha la possibilità di descrivere la sua particolare visione artististica, visione vicina a quella di Marcel Proust nella letteratura, ma anche nella poesia e nella musica classica (in particolare quella di Dmitrij Šostakovič), ponendosi molto lontano dalle tendenze contemporanee in via di sviluppo in particolare a Mosca.
Nel 2011 le sue fotografie di Cuba vengono ospitate al Getty Museum in una mostra come parte del progetto dedicato all'isola: A Revolutionary Project: Cuba from Walker Evans to Now, sottolineando il legame fra l'approccio alla fotografia di strada di Titarenko nell'Avana contemporanea a quello di Walker Evans nel 1933, legame che si sviluppa sui soggetti fotografati, fino agli aspetti della stampa in bianco e nero.
Titarenko è diventato cittadino naturalizzato degli Stati Uniti nel 2011 e, a partire dal 2014, vive e lavora a New York City come artista e fotografo.

## Tecnica
Titarenko sviluppa una particolare tecnica che coniuga lunghe esposizioni e movimento intenzionale della fotocamera, tecnica che usa prevalentemente nella Street photography.
Il modo particolare con cui usa l'esposizione per lungo tempo rappresenta la sua innovazione più importante.
La tecnica di Titarenko comprende anche un processo creativo in camera oscura. Candeggio e tonificazione per aggiungere profondità alla sua tavolozza di grigi. Come Man Ray e Maurice Tabard, Titarenko utilizza la tecnica della solarizzazione, ma a differenza dei suoi predecessori, egli espone la stampa alla luce anche durante il processo di sviluppo per lo più ai bordi in un modo così sottile da abbassare solo il contrasto creando un particolare tipo di velatura grigio-argentata. Tuttavia, al fine di evidenziare gli aspetti drammatici della serie Gorod tenej, a volte usa la tecnica della solarizzazione in fase di sviluppo generando quell'effetto che prende il nome di linea di Mackie.

## Opere
- Alexei Titarenko. Toulouse, France: Galerie Municipale de Château d'Eau, 2000. ISBN 2-913241-20-4.
- City of Shadows. Saint Petersburg, Russia: Art-Tema, 2001. ISBN 5-94258-005-7.
- Alexey Titarenko, Photographs. Washington D.C.: Nailya Alexander, 2003. ISBN 0-9743991-0-8.
- The City is a Novel / Alexey Titarenko. Bologna, Italy: Damiani, 2015. ISBN 978-88-6208-414-7.
- The World Atlas of Street Photography. New Haven and London: Yale University Press, 2014. ISBN 978-0-300-20716-3. Edited by Jackie Higgins. With a foreword by Max Kozloff.

## Mostre
- Alexey Titarenko: Saint Petersburg in Four Movements, Nailya Alexander Gallery, New York, febbraio-aprile 2010
- A Revolutionary Project: Cuba from Walker Evans to Now, Getty Museum, Los Angeles, CA. Titarenko contribuisce con le sue fotografie da Cuba a questa mostra collettiva sull'isola.

## Collezioni
I lavori di Titarenko sono ospitati nelle seguenti collezioni permanenti:
- The Museum of Fine Arts, Houston, TX
- Chrysler Museum of Art, Norfolk, VA
- Davis Museum at Wellesley College, Wellesley, MA
- J. Paul Getty Museum, Los Angeles, CA

## Documentari TV e film su Titarenko
- "Le Journal de la Culture" serie su Arte, trasmette un episodio di sette minuti su Titarenko nel 2004.
- Alexey Titarenko: Art et la Maniere (2005). 30 minuti. Diretto da Rebecca Houzel. Prodotto da Image & Co. for Arte.